# Ambrosius Brueghel

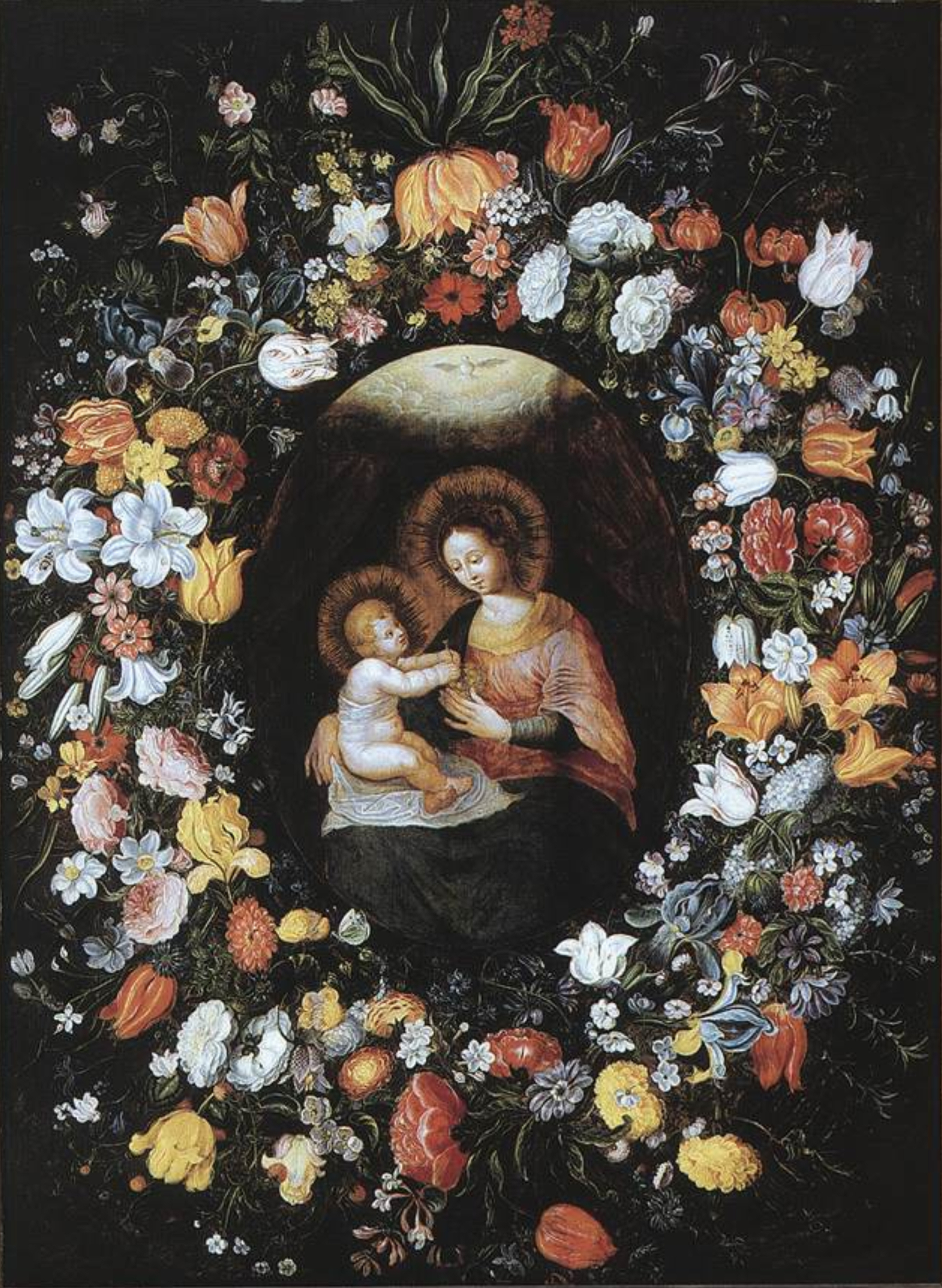
Madonna z Dzieciątkiem, Sint-Jacobskerk, Antwerpia

Ambrosius Brueghel także Ambrose Brueghel (ur. 1617 w Antwerpii, zm. 9 lutego 1675 tamże) – flamandzki malarz barokowy, syn Jana Brueghla starszego i wnuk Pietera Bruegla starszego.
W 1639 odbył podróż do Włoch, po powrocie był aktywny głównie w Antwerpii. Malował, podobnie jak ojciec, martwe natury z kwiatami i rzadziej pejzaże. W latach 1653–71 był dziekanem gildii św. Łukasza w Antwerpii. Był żonaty od 1649 z Anną-Clarą van Triest, małżeństwo miało czworo dzieci.

## Genealogia Brueghlów
|  |  |                           |                           |                           |                           | Pieter Bruegel (starszy)  |                           |  |  |                        |                        |                        |                        |                        |                        |  |  |               |               |               |               |               |               |  |  |                         |                         |                         |                         |                         |                         |  |  |
|  |  |                           |                           |                           |                           |                           |                           |  |  |                        |                        |                        |                        |                        |                        |  |  |               |               |               |               |               |               |  |  |                         |                         |                         |                         |                         |                         |  |  |
|  |  |                           |                           |                           |                           |                           |                           |  |  |                        |                        |                        |                        |                        |                        |  |  |               |               |               |               |               |               |  |  |                         |                         |                         |                         |                         |                         |  |  |
|  |  | Pieter Brueghel (młodszy) | Pieter Brueghel (młodszy) | Pieter Brueghel (młodszy) | Pieter Brueghel (młodszy) | Pieter Brueghel (młodszy) | Pieter Brueghel (młodszy) |  |  | Jan Brueghel (starszy) | Jan Brueghel (starszy) | Jan Brueghel (starszy) | Jan Brueghel (starszy) | Jan Brueghel (starszy) | Jan Brueghel (starszy) |  |  |               |               |               |               |               |               |  |  |                         |                         |                         |                         |                         |                         |  |  |
|  |  | Pieter Brueghel (młodszy) | Pieter Brueghel (młodszy) | Pieter Brueghel (młodszy) | Pieter Brueghel (młodszy) | Pieter Brueghel (młodszy) | Pieter Brueghel (młodszy) |  |  | Jan Brueghel (starszy) | Jan Brueghel (starszy) | Jan Brueghel (starszy) | Jan Brueghel (starszy) | Jan Brueghel (starszy) | Jan Brueghel (starszy) |  |  |               |               |               |               |               |               |  |  |                         |                         |                         |                         |                         |                         |  |  |
|  |  |                           |                           |                           |                           |                           |                           |  |  |                        |                        |                        |                        |                        |                        |  |  |               |               |               |               |               |               |  |  |                         |                         |                         |                         |                         |                         |  |  |
|  |  |                           |                           |                           |                           |                           |                           |  |  |                        |                        |                        |                        |                        |                        |  |  |               |               |               |               |               |               |  |  |                         |                         |                         |                         |                         |                         |  |  |
|  |  | Ambrosius Brueghel        | Ambrosius Brueghel        | Ambrosius Brueghel        | Ambrosius Brueghel        | Ambrosius Brueghel        | Ambrosius Brueghel        |  |  | Jan Brueghel (młodszy) | Jan Brueghel (młodszy) | Jan Brueghel (młodszy) | Jan Brueghel (młodszy) | Jan Brueghel (młodszy) | Jan Brueghel (młodszy) |  |  | Anna Brueghel | Anna Brueghel | Anna Brueghel | Anna Brueghel | Anna Brueghel | Anna Brueghel |  |  | David Teniers (młodszy) | David Teniers (młodszy) | David Teniers (młodszy) | David Teniers (młodszy) | David Teniers (młodszy) | David Teniers (młodszy) |  |  |
|  |  | Ambrosius Brueghel        | Ambrosius Brueghel        | Ambrosius Brueghel        | Ambrosius Brueghel        | Ambrosius Brueghel        | Ambrosius Brueghel        |  |  | Jan Brueghel (młodszy) | Jan Brueghel (młodszy) | Jan Brueghel (młodszy) | Jan Brueghel (młodszy) | Jan Brueghel (młodszy) | Jan Brueghel (młodszy) |  |  | Anna Brueghel | Anna Brueghel | Anna Brueghel | Anna Brueghel | Anna Brueghel | Anna Brueghel |  |  | David Teniers (młodszy) | David Teniers (młodszy) | David Teniers (młodszy) | David Teniers (młodszy) | David Teniers (młodszy) | David Teniers (młodszy) |  |  |
|  |  |                           |                           |                           |                           |                           |                           |  |  |                        |                        |                        |                        |                        |                        |  |  |               |               |               |               |               |               |  |  |                         |                         |                         |                         |                         |                         |  |  |
|  |  |                           |                           |                           |                           |                           |                           |  |  | Abraham Brueghel       |                        |                        |                        |                        |                        |  |  |               |               |               |               |               |               |  |  |                         |                         |                         |                         |                         |                         |  |  |